# Adolphe Siret
Pour les articles homonymes, voir Siret.
Adolphe Siret, né le 15 juillet 1818 à Beaumont et mort le 6 janvier 1888 à Anvers, est un historien, biographe, essayiste, poète et écrivain belge et hommes de lettres.

## Biographie
Il dirigea le Journal des beaux-arts et de la littérature de 1859 à 1887. Commissaire d’arrondissement à Saint-Nicolas en 1857, fondateur et premier président du Cercle royal archéologique du Pays de Waes, il était membre de l’Académie royale de Belgique. 
Il possédait une collection de gravures d'Edward Du Jardin qui se trouve actuellement au British Museum, à Londres.  

## Publications
Par ordre chronologique :

### Dictionnaire historique des peintres
- Adolphe Siret, Dictionnaire historique des peintres de toutes les écoles depuis les temps les plus reculés jusqu'à nos jours, Bruxelles, Librairie encyclopédique de Périchon, 1848 (lire en ligne)
- Adolphe Siret, Dictionnaire historique des peintres de toutes les écoles depuis l'origine de la peinture jusqu'à nos jours, Paris, A. Lacroix et Cie, 1874, 1155 p. (lire en ligne)
- Adolphe Siret, Dictionnaire historique et raisonné des peintres de toutes les écoles depuis l'origine de la peinture jusqu'à nos jours, vol. 1, Chez les Principaux Libraires, 1883, 568 p.
- Adolphe Siret, Dictionnaire historique et raisonné des peintres de toutes les écoles depuis l'origine de la peinture jusqu'à nos jours, t. 1, Berlin, Joseph Altmann, 1924 (lire en ligne)

### Autres ouvrages
- Adolphe Siret, Raphaël et Rubens et les peintres de leur école, Gand, De Busscher Frères, 1849 (lire en ligne)
- Adolphe Siret, Louise d'Orléans Première reine des Belges : poème couronné par l'Académie royale des sciences, des lettres et des beaux-arts de Belgique, dans la séance publique du 8 mai 1851, 1851, 16 p. (lire en ligne)
- Adolphe Siret, La gravure en Belgique, Hebbelynck, 1852 (lire en ligne)
- Adolphe Siret, Notes d'un amateur sur quelques tableaux du musée de peinture de Bruxelles, Hebbelynck, 1852 (lire en ligne)
- Adolphe Siret, Récits historiques belges, Bruxelles, H Tarlier, 1855, 402 p. (lire en ligne)
- (nl) Adolphe Siret, Mijn oom de tooveraar : verhalen der provincie Luik, Rogghé, 1864, 12 p. (lire en ligne)
- (nl) Adolphe Siret, De drie gildebroêrs, 1864, 12 p. (lire en ligne)
- (nl) Adolphe Siret, Avondverhalen aan den haard: provincie Henegouwen, 1864, 111 p. (lire en ligne)
- Adolphe Siret, Erin Corr, membre de la classe des beaux-arts de l'académie royale de belgique. Notice, Hayez, 1865, 12 p. (lire en ligne)
- (nl) Adolphe Siret, De legendenverteller: verhalen der provincien Limburg en Luxemburg, Rogghé, 1868, 86 p. (lire en ligne)
- (nl) Adolphe Siret, Het land van Waas : tweede aflevering, Edom, 1868 (lire en ligne)
- (nl) Adolphe Siret, De historische twist: verhalen der provincie West-Vlaanderen, Rogghé, 1868, 95 p. (lire en ligne)
- (nl) Adolphe Siret, De kunstgalerij: verhalen der provincie Antwerpen, Rogghé, 1868, 12 p. (lire en ligne)
- (nl) Adolphe Siret, De negen provincien van België: historische verhalen, Rogghé, 1868, 443 p. (lire en ligne)
- (nl) Adolphe Siret, Het familiehandschrift: verhalen der provincie Braband, Rogghé, 1868, 95 p. (lire en ligne)
- (nl) Adolphe Siret, De vakantien (brieven van een student): verhalen der provincie Namen, Rogghé, 1868, 12 p. (lire en ligne)
- Adolphe Siret, Notice sur Joseph-Ernest Buschmann, correspondant de l'Académie, Hayez, 1870, 12 p. (lire en ligne)
- (nl) Adolphe Siret, Frederic van de Kerkhove : landschapschilder, Drukkerij Popp, 1874
- Adolphe Siret, L'Enfant de Bruges [Frédéric Van de Kerckhove], renseignements biographiques, documents, articles de journaux, lettres ..., A. Lévy, 1876, 418 p. (lire en ligne)